# Pharmacy Product Number
Die Informationsstelle für Arzneispezialitäten (IFA) vergibt den Product Registration Agency Code (PRA-Code) für jedes nationale Nummernsystem, welches im pharmazeutischen Bereich existiert. Zur Harmonisierung unterschiedlicher Nummernsysteme unter Beibehaltung der nationalen Artikelnummern für die Verpackungskennzeichnung und die Abrechnungssysteme des Gesundheitswesens wurde die Pharmacy Product Number (PPN) eingeführt. Sie dient der Erfüllung der Richtlinie 2011/62/EU zur Erhöhung der Fälschungssicherheit von Arzneimitteln. Kern dieses Systems ist, jedem beliebigen Nummernsystem ein eindeutiges Präfix, den PRA-Code zuzuweisen. Um bei Handeingaben und im Datenaustausch Fehler in der Nummer zu erkennen, wird eine zweistellige Prüfziffer angehängt. Die so neu entstandene Nummer wird Pharmacy Product Number genannt. Der deutschen Pharmazentralnummer (PZN) ist der PRA-Code „11“ zugewiesen, der österreichischen der PRA-Code „16“. Dadurch können bisherige nationale Codierungssysteme beibehalten werden. 
In dem Projekt von securPharm e.V. zur Verifizierung von Arzneimitteln, einem Feldversuch im deutschen Markt zur Umsetzung der Vorgaben aus der sogenannten Fälschungsschutzrichtlinie 2011/62/EU, wird die PPN zur Abbildung der deutschen PZN bereits genutzt. Als Testobjekt wird dabei als fiktives Arzneimittel Tripapolon benutzt.
So wie die Pharmacy Product Number für Arzneimittel ist das Pendant für Medizinprodukte die Unique Device Identification (UDI, deutsch Produktidentifizierungsnummer).